# Manuel Borrás Ferré
Manuel Borrás Ferré (La Canonja, 9 de septiembre de 1880 - Montblanch, 12 de agosto de 1936) fue un clérigo español, obispo auxiliar de Tarragona y obispo titular de Bisica (1934-36), considerado mártir por la Iglesia católica. Fue beatificado en Tarragona en 2013, junto a otros 522 mártires.
Fue uno de los trece obispos asesinados en la zona republicana durante la guerra civil española, víctima de la persecución religiosa.

## Vida
A los veintitrés años se ordenó sacerdote y poco tiempo después se le encargó la notaría de la curia eclesiástica y del tribunal metropolitano de Tarragona. Desde 1905 fue subdirector diocesano del Apostolado de la Oración y en 1910 se le nombró confesor del Seminario Pontificio. En 1914, al tomar posesión de la diócesis de Solsona el administrador apostólico Francisco Vidal y Barraquer, nombró a Borrás secretario de cámara y gobierno y poco después vicario general.
El 2 de julio de 1934, el ya cardenal Vidal y Barraquer le confirió la consagración episcopal, primero en la sede de Solsona y luego en la tarraconense. La Santa Sede le asignó la diócesis titular de Bísica, en África.
Tras el fracaso de la sublevación militar en Barcelona, Tarragona, a la espera de los hechos, permaneció fiel al gobierno del Frente Popular. Sin embargo, a los pocos días se desató una ola de crímenes, incendios, profanaciones de iglesias y asesinatos de sacerdotes, militares no adeptos y civiles de derecha.
La noche del 21 de julio Manuel Borrás fue detenido junto al cardenal Vidal y Barraquer, y trasladado al Monasterio de Poblet. El 24 de julio, fueron trasladados a Montblanch. Vidal y Barraquer fue liberado y trasladado a Italia, pero le impidieron llevarse consigo a Borrás, el cual permaneció encarcelado por algo más de dos semanas, hasta que fue sacado para comparecer ante el tribunal de Tarragona, y fusilado, siendo su cadáver quemado.